# Rana graeca
Espèce
Synonymes
- Rana temporaria var. bosniensis Werner, 1897

Statut de conservation UICN

 LC  : Préoccupation mineure
Rana graeca, la Grenouille grecque, est une espèce d'amphibiens de la famille des Ranidae.

## Répartition
Cette espèce est endémique des Balkans. Elle se rencontre :
- dans le sud-ouest de la Bosnie-Herzégovine ;
- au Monténégro ;
- en Serbie ;
- au Kosovo ;
- en Albanie ;
- en Macédoine ;
- dans le sud-ouest de la Bulgarie ;
- en Grèce continentale et Eubée.

## Description
Rana graeca mesure de 70 à 80 mm de long. Son corps présente une coloration variant du gris ou brun en passant par diverses tonalités de jaune, roux ou olivâtre.

## Étymologie
Cette espèce est nommée en référence au lieu de sa découverte, la Grèce.

## Publication originale
- Boulenger, 1891 : Description of a new European frog. Annals and Magazine of Natural History, sér. 6, vol. 8, p. 346-353 (texte intégral).